# Wolodymyr Chodow
Wolodymyr Anatolijowytsch Chodow (ukrainisch Володимир Анатолійович Ходов; ossetisch Ладымер Анатолий фырт Ходты; russisch Владимир Анатольевич Ходов; 9. Oktober 1976 – 3. September 2004; auch bekannt als Samoshkin oder Abdullah) war ein Terrorist ukrainischer Herkunft und Anführer der Geiselnehmer während der Geiselnahme von Beslan im Jahr 2004, bei der mehr als 300 Menschen, darunter 186 Kinder, getötet wurden.

## Herkunft und Ausbildung
Chodow wurde in der ukrainischen Stadt Berdjansk geboren. Seine Mutter, Olexandra Samoschkina, war Krankenschwester und die Identität seines Vaters ist unbekannt. Als er drei Jahre alt war, heiratete Chodows Mutter einen nordossetischen Militäringenieur, Anatoli Chodow, und zog nach Elchotowo, 40 Kilometer von Beslan entfernt, wo sie in der Entbindungsstation eines Krankenhauses arbeitete. Nach der Trennung von ihrem Mann zog Oleksandra mit ihren Söhnen nach Beslan. Einigen Quellen zufolge besuchten beide Söhne die Beslaner „Schule Nummer Eins“, die später Ziel des Angriffs war (Chodow war dort als Ladymyer Samoshkin bekannt). Andere Quellen bestätigen diese Angaben nicht.
1996 wurde sein Bruder Boryk in Maikop wegen Mordes zu acht Jahren Haft verurteilt, nachdem es in dem Dorf zu einer Messerstecherei gekommen war. Im Gefängnis konvertierte er zum Islam. Bei einem seiner Besuche bei seinem Bruder in Maikop wurde Chodow der Vergewaltigung beschuldigt und verließ Russland, um bei seinem Großvater in Berdjansk zu leben.

## Terroristische Aktivitäten vor Beslan
Laut Polizeiakten, die nach dem Vorfall in Beslan veröffentlicht wurden, konvertierte Wolodymyr Chodow nach seiner Rückkehr aus der Ukraine in Adygeja zum Islam, besuchte eine Madrasa in Tscherkessien und schloss sich dem tschetschenischen Aufstand an, wo er hauptsächlich als Koch arbeitete. Er diente unter Ruslan Gelajew und später unter Iles Gortschichanow. Ende 2002 zog Chodow erneut aus und bat seine Mutter und seinen Stiefvater, während seiner Abwesenheit auf seine Katze „Dima“ aufzupassen.
Im Jahr 2003 wurde Boryk Chodow ein Jahr vor Verbüßung seiner Strafe aus dem Gefängnis entlassen. Boryk kehrte nach Elchotowo zurück und entführte am 1. Juli Swieta Habisowa, ein Mädchen, das er schon früher gekannt hatte. Trotz ihrer Proteste behauptete er, er sei in sie verliebt und wolle sie heiraten. Verwandte retteten Swieta, und ihr Bruder Iriston besuchte Boryk, um sich über sein Verhalten zu beschweren. Während der darauf folgenden Schlägerei wurde Boryk erschossen. Wolodymyr Chodow kehrte am 22. Juli zur Beerdigung zurück, unterbrach diese jedoch, um den Leichnam für eine muslimische Beerdigung wegzubringen. Seine Störung erregte die Aufmerksamkeit der Behörden, und nachdem er sich im Keller eines örtlichen Geistlichen versteckt hatte, wurde er verhaftet. Obwohl Chodow ein gesuchter Verbrecher war, wurde er kurz darauf von der Polizei freigelassen. Schamil Basajew behauptete, dass Chodow zu diesem Zeitpunkt vor die Wahl gestellt worden sei, ins Gefängnis zu gehen oder dabei zu helfen, die Bewegung des tschetschenischen Kriegsherrn zu unterwandern.
Laut Polizeiakten hatte Chodow bereits am Trainingslager der Taliban in Galaschki (Inguschetien) teilgenommen und kehrte nach seiner Freilassung dorthin zurück. Am 3. Februar 2004 tötete eine explodierende 122-mm-Artilleriegranate in Wladikawkas einen Armeekadetten und eine in der Nähe befindliche Frau. Am 21. Februar wurde Wolodymyr zum Hauptverdächtigen erklärt, nachdem er auf Video festgehalten worden war.
In Elchotowo wurde im Haus eines anderen Konvertiten ein Waffenarsenal gefunden, und Chodows Bild und sein Deckname (Abdullah) erschienen auf den FSB-Internetseiten. Auch ein gescheiterter (und opferloser) Bombenanschlag auf den Zug von Moskau nach Wladikawkas in der Nähe des Bahnhofs von Elchotowo im Mai 2004 wurde Wolodymyr Chodow zur Last gelegt.

## Belagerung
Am zweiten Tag der Belagerung von Beslan hinderte Chodow Berichten zufolge einen der anderen Geiselnehmer daran, eine Geisel namens Larisa Kudzieva zu töten, und bot ihr an, ihre beiden Kinder freizulassen, wenn sie im Gegenzug bereit wäre, einen Sprengstoffgürtel und ein Hidschāb zu tragen; ein Angebot, das Kudzieva ablehnte.
Während der Belagerung brachten die Behörden Chodows Mutter Oleksandra dazu, ihren Sohn anzurufen, in der Hoffnung, sie könne ihn davon überzeugen, die Kinder freizulassen.

## Nach dem Angriff
Nach der Belagerung gab es Gerüchte, er habe überlebt und sei gefangen genommen worden, in Gewahrsam gestorben oder im Gefängnis Suizid begangen.
Nach den Anschlägen wurde seine Mutter Oleksandra vom FSB in Gewahrsam genommen, obwohl sie von allen Vorwürfen freigesprochen wurde. Sie wurde aus Beslan ausgewiesen und zog nach Wladikawkas.